# よろず刑事
よろず刑事（よろずでか）とは、朝日放送で2006年1月14日から3月18日までの間、土曜日深夜0:30(1:00の時もあり)に放送されていたテレビドラマ。全10話。

## 放送リスト
※日付はABCでの初回放送日。
第1話「恨みの婚姻届」
- 放送日：2006年1月14日
- 脚本：萩原芳樹、監督：大城哲也

第2話「ブラックジャックにおおきに」
- 放送日：2006年1月21日
- 脚本：蓮行、監督：元村次宏

第3話「立看アイドル」
- 放送日：2006年1月28日
- 脚本：伊藤えん魔、監督：山口正紘

第4話「萌え～大作戦」
- 放送日：2006年2月4日
- 脚本：平林幸恵・数来石小織、監督：元村次宏

第5話「バツイチママの恋」
- 放送日：2006年2月11日
- 脚本：関秀人、監督：小河久史

第6話「モノマネ刑事!」
- 放送日：2006年2月18日
- 脚本：萩原秀樹、監督：山口正紘

第7話「アイドルを守れ!」
- 放送日：2006年2月25日
- 脚本：数来石小織、監督：鐘江稔（MBS企画）

第8話「ホネまで愛して」
- 放送日：2006年3月4日
- 脚本：平林幸恵、監督：大城哲也

第9話「淫行カメラ?」
- 放送日：2006年3月11日
- 脚本：オパヤン、監督：山口正紘

第10話（最終話）「華子殉職!?」
- 放送日：2006年3月18日
- 脚本：蓮行、監督：元村次宏

## 出演
- 川島なお美（大門寺華子）主演
- 月亭八方（大山金蔵）
- 月亭八光（大山小金）
- 川下大洋（黒崎医師）
- 国木田かっぱ（シンシア）
- 須藤温子（町村澄子）
- 伊藤えん魔（灰枝）
- 栃下有沙（秋山千尋）
- 森下じんせい（店長・佐野）
- 松井桂三（坂本由起夫）
- 中岡優介（アキラ）
- 大平シロー（辰巳）
- 中川浩三（社長）
- 寺田有希（扇ありさ）
- 草川祐馬（森村）
- 特別出演：池乃めだか（署長）

他

### ゲスト刑事
- 第1話：千鳥
- 第2話：なすなかにし
- 第3話：チョップリン
- 第4話：シャンプーハット
- 第5話：フットボールアワー
- 第6話：中川家
- 第7話：小籔千豊、なかやまきんに君
- 第8話：オーケイ
- 第9話：ケンドーコバヤシ、たむらけんじ
- 第10話：FUJIWARA

## スタッフ
- プロデューサー：東浦隆夫（ABC）、古賀敬仁（東通企画）、松本明（A-proオフィス）
- 法律監修：網本浩幸（5話、6話、7話、9話、10話）
- 制作協力：東通企画
- 制作著作：ABC